# Riburg
Riburg (schweizerdeutsch: [ˈɾiːbʊɾɡ], früher [ˈɾyːbə̆ɾɡ]) ist ein Ortsteil der Gemeinde Möhlin und bezeichnet auch die im Rheinbogen liegende Ebene zwischen Möhlin und Rheinfelden auf etwa 290 bis 300 Metern über Meer im Bezirk Rheinfelden des Schweizer Kantons Aargau. Die frühere Schreibweise "Ryburg" wird auch heute noch von den einheimischen Vereinen und Einwohnern, Kraftwerk und in Zusammenhang mit historischen Themen sowie in Eigennamen verwendet.

## Gemeinde Möhlin

Luftbild (1950)

Der Ortsteil Riburg liegt nördlich der Bahnlinie Basel-Zürich, welche im Wesentlichen die Grenze zu Untermöhlin bildet. Riburg besitzt ein eigenes Wappen, war früher mit Möhlin baulich nicht zusammenhängend und hatte gewisse autonome Rechte. Im Jahre 1840 versuchte Riburg, sich von Möhlin abzutrennen und die Selbständigkeit wieder zu erlangen. Dieses Vorhaben scheiterte, da der Kanton Aargau die Zustimmung verweigerte. Die Ablehnung der Gemeindetrennung wurde u. a. dadurch begründet, dass Riburg als eigenständige Gemeinde finanziell angeblich nicht hätte überleben können. Heute ist Riburg vollständig mit Möhlin zusammengewachsen. Dennoch ist das besondere Verhältnis zwischen Riburg und Möhlin in den Köpfen der Bevölkerung auch heute noch immer präsent. Dies zeigt sich insbesondere an der lokalen Fasnacht, bei welcher die Beziehungen zwischen Möhlin und Riburg ein beliebtes Sujet darstellen. Im Osten Riburgs befindet sich das grossflächige Industriegebiet von Möhlin. Es besitzt sowohl Anschluss an die Bahnlinie Basel-Zürich als auch an die Autobahn A3 über einen Industriezubringer.

## Saline Riburg
Im westlichen Gebiet von Riburg befindet sich in Rheinfelden an der Grenze zu Möhlin die Saline Riburg der Schweizer Salinen, die einen eigenen Anschluss an die Bahnlinie Basel-Zürich beim Bahnhof Möhlin besitzt. Sie wurde 1848 gegründet; die alten Bohrtürme aus Holz kann man heute noch besichtigen. 1973 erfolgte ein Neubau der Anlage, welcher damals eine europaweite Pionierleistung war. Die stündliche Salzproduktion der Saline beträgt etwa 54 Tonnen. Auf dem Gelände der Saline, direkt am Ortseingang von Möhlin, entstand ab 2004 eine neue Salzlagerhalle, der sogenannte Saldome.

## Kraftwerk Ryburg-Schwörstadt

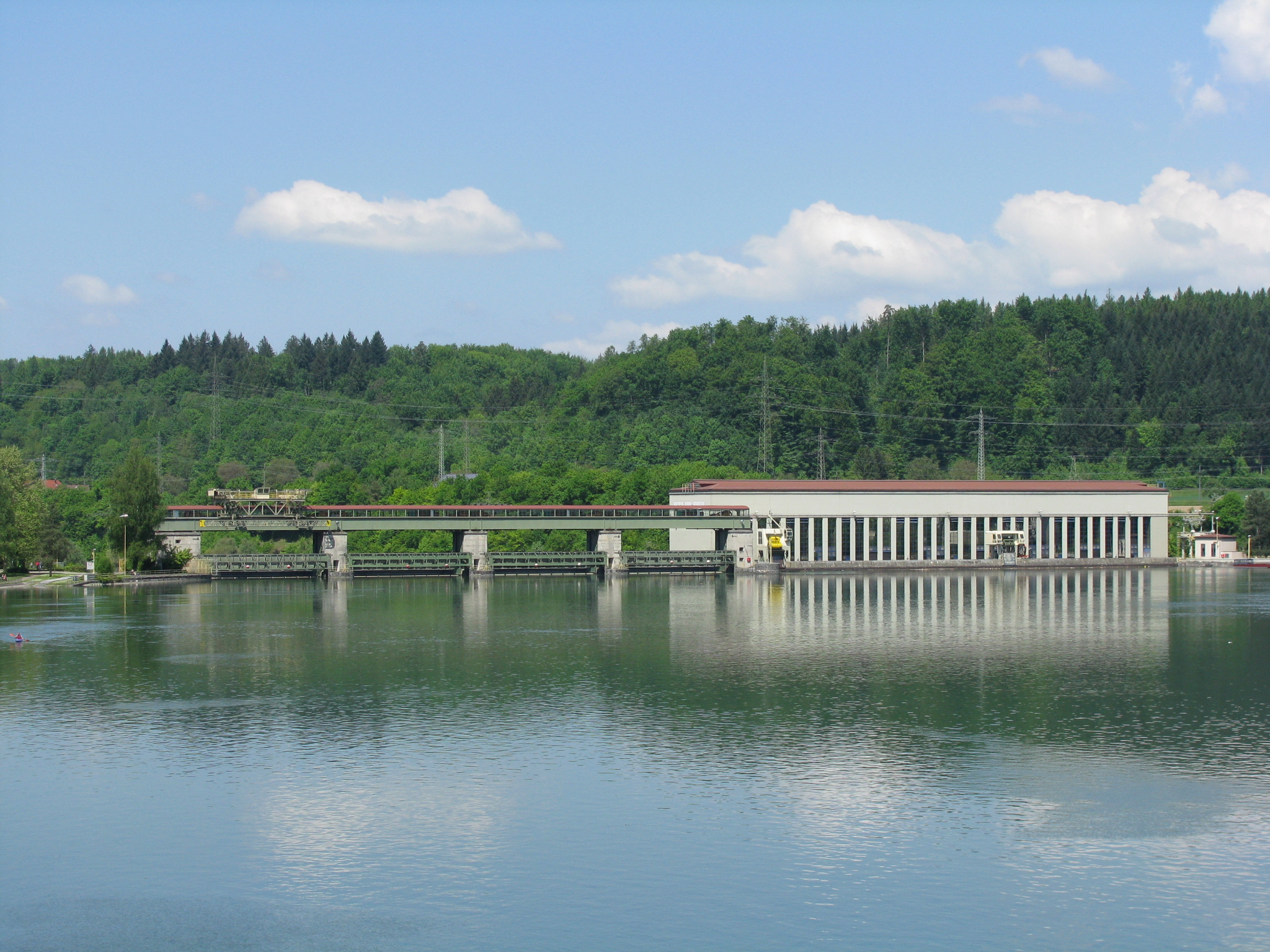
Kraftwerk Ryburg-Schwörstadt von der Oberwasserseite aus

Im Norden des Gebietes Riburg befindet sich am Rhein das Kraftwerk Ryburg-Schwörstadt. Das Kraftwerk, das auf dem Gemeindegebiet von Rheinfelden und Schwörstadt liegt, wurde 1930 in Betrieb genommen. Es hat eine mittlere Jahresproduktion von 760 Mio. kWh bei einer Leistung von 120 MW. Fussgänger und Velofahrer können über die Anlage die Staatsgrenze zwischen Deutschland und der Schweiz passieren.

## Historisches
- Bata Möhlin: bedeutendes industrielles Denkmal
- Bürkli: Römische Wachanlage
- Kelten: Funde von Werner Brogli belegen eine keltische Siedlung oberhalb des Schwimmbades.
- Ortsmuseum: Im Ortsmuseum ist ein Modell des Dorfes um ca. 1920 im Massstab 1:100 ausgestellt (gebaut von Ernst Studer-Moser, * 11. März 1902; † 29. Juli 1979).

Als eigenständige Ortschaft ist Riburg in folgenden historischen Karten eingezeichnet:
- Karte von 1718, von Johann Baptist Homann[2]
- Karte von 1784[3]
- Karte von 1798[4]